# برموناوات
البرموناوات (الاسم العلمي: Latinae) هي أسرة من الأسماك تتبع الفصيلة البرمونية من رتبة الفرخيات.

## أجناس البرموناوات
- البرمون